# Polythlipta ossealis
Polythlipta ossealis là một loài bướm đêm trong họ Crambidae.